# Flughafen McCall

i7
i11
i13
Der Flughafen McCall (IATA-Code: MYL, ICAO-Code: KYML)  ein US-amerikanischer Verkehrsflughafen, welcher in der gleichnamigen Stadt McCall, Valley County, US-Staat Idaho, liegt. Der Flughafen hat nur eine für Starts sowie Landungen genutzte Bahn, welche 1862 m lang ist und die Ausrichtung 16/34 hat. Der United States Forest Service hat dort eine von insgesamt sieben Stationen, von der regelmäßig Kontrollflüge unternommen werden. Die gesamte Flughafenfläche ist über 80 ha groß.
Der Flughafen wird ansonsten nur von der Salmon Air genutzt. Diese startet Flüge in Richtungen Salmon und Boise.

## Zwischenfälle
Am 2. Mai 2008 gab es in McCall eine Kollision von zwei einmotorigen Cessna 172, bei der 3 Menschen starben, einer schwer und zwei leicht verletzt wurden.